# Éperon (marine)

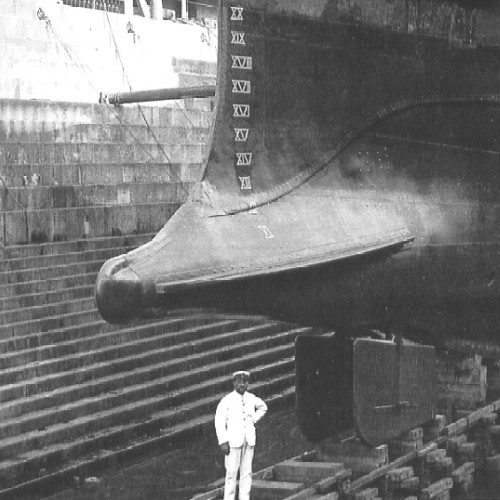
L'éperon du HMS Polyphemus (1881).

Pour les articles homonymes, voir Éperon (homonymie).
L'éperon, parfois appelé rostre (rostrum en latin), est une pointe renforcée située sur la proue d'un navire, utilisée comme arme.

## Histoire
L'éperon, en tant qu'arme, a principalement été utilisé à deux périodes très éloignées dans le temps. La première dans l'Antiquité méditerranéenne, la seconde, au XIXe siècle par les marines de guerre, européennes principalement.

### Antiquité

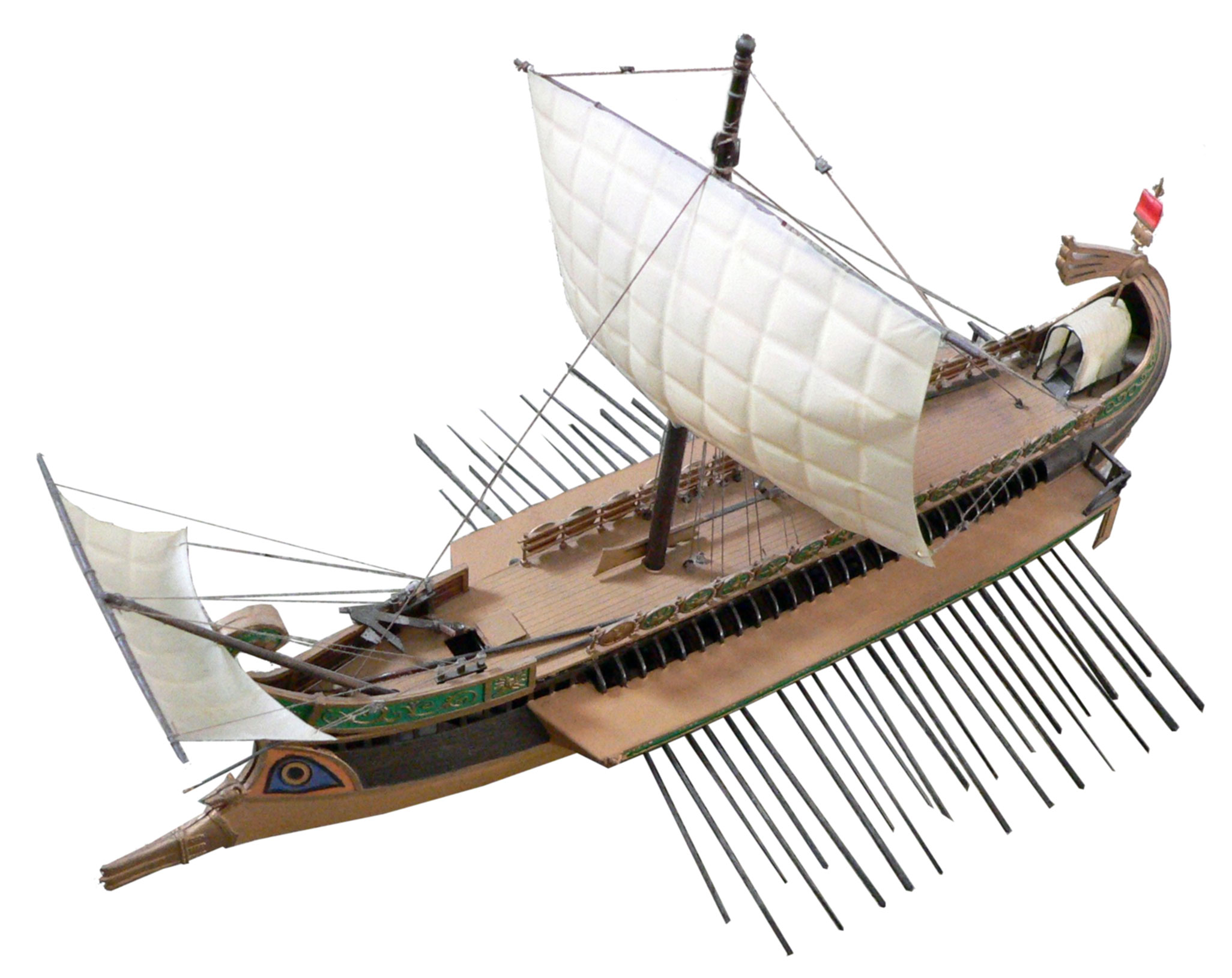
Trirème romaine

#### Description
À l'origine, il n'y a guère de différence entre les navires utilisés pour le transport ou pour la guerre. L'apparition de l'éperon, probablement autour des années 900 av. J.-C., modifie complètement la situation. Lourd, pesant, l'éperon exige pour être utilisé des navires puissants mais aussi rapides, et la conséquence de l'apparition de cette nouvelle arme est la construction de galères de guerre, les premiers bâtiments exclusivement créés pour le combat. Toutefois, une adaptation de petits rostres sur les navires de commerce lors de la construction de flottes improvisées est bien attestée par les sources antiques[réf. souhaitée]. Les éperons de l'Antiquité sont surtout connus par des représentations picturales ou monétaires. Plus rares sont les vestiges retrouvés.
Les représentations montrent des éperons en forme de cône, de hure de sanglier, en lame recourbée vers le haut ou de forme carrée. Mais ces représentations ne permettent pas d'apprécier leur degré de fiabilité, c'est-à-dire les connaissances de l'artiste en la matière. La copie de modèles réels est bien visible sur les monuments anciens, et subit les mêmes fantaisies. Dans le contexte romain, les rostres représentés sont principalement de type hellénistique, à trois lames et épées latérales. Sur les plus grands monuments (arc d'Orange), ces représentations attestent les prises de guerre, une tradition dès la République à Rome, où les rostres étaient exposés au forum (Tribune des Rostres).
Les vestiges sont d'authentiques éperons, comme celui remonté au large d'Atlit. Une épave carthaginoise d'un navire de guerre coulé durant la première guerre punique (264-241 av. J.-C.) a été découverte dans les eaux de Marsala. À Marsala, l'éperon de bois recouvert de métal aurait eu la forme d'un bec de 3 mètres de long, recourbé vers le haut. L'évolution de ce type de rostre semble parallèle aux  rostres « à trident » : les modèles retrouvés sont souvent décorés de victoires ailées et d'inscriptions. La liste des éperons antiques retrouvés en mer est de 9 rostres romains républicains et d'au moins 3 rostres puniques retrouvés à Levanzo (Sicile, Italie) datés de 241 av. J.-C., deux rostres hellénistiques à Athlit (Israël) et Acqualadroni (Sicile, Italie) et un rostre d'époque romaine à Phanagoria (Mer Noire). On discute actuellement pour savoir si certains rostres n'étaient pas plutôt des contre-rostres ou preembolia, situés au-dessus du rostre principal dès l'époque grecque classique puis hellénistique, comme pour le petit rostre de Belgammel retrouvé en Libye[réf. incomplète].
Le lien entre l'étrave et l'éperon est renforcé par un taillemer.

#### Utilisation
Avant l’invention de la vapeur, le fait d’aborder un navire ne pouvait provoquer de gros dégâts. Le vent ne permettait pas aux navires d’avoir une vitesse suffisante pour infliger des dommages importants. De plus, les bordages étaient prévus pour parer ces attaques. Toutefois, le choc pouvait créer une percée dans la ligne adverse. Dans la pratique, nombreuses sont les batailles navales où l'éperonnage fut l'une des armes principales. Deux d'entre elles sont restées célèbres :
- Salamine.
- Actium.

Mais ce ne sont pas les seules. Polybe dans ses récits de la première guerre punique rapporte de nombreux affrontements sur mer, avec à pratiquement chaque rencontre des navires romains envoyés par le fond, ce qui porte à croire à l'efficacité des éperonnages réalisés par les navires carthaginois.

### AuXIXesiècle

#### Description
Durant la seconde moitié du XIXe siècle, l'apparition de la cuirasse et la relative inefficacité de l'artillerie de l'époque conduit à rechercher d'autres méthodes de combat. Deux reproches sont faits au canon. En premier lieu, sa puissance est insuffisante pour triompher de la cuirasse ; en second lieu, la fumée générée par les tirs empêche de voir ce qui se passe et de prendre les bonnes décisions tactiques. Par ailleurs, la vapeur comme moyen de propulsion des navires accélère leur vitesse et leur permet d'acquérir la puissance nécessaire pour que l'impact de la proue d'un bâtiment contre la coque d'un autre provoque chez ce dernier des dégâts substantiels,.
La tactique du choc comme méthode de combat est préconisée dès 1828 par le capitaine John Ross dans son ouvrage A Treatise on Navigation by Steam, quant à l'idée de placer un éperon à l'avant des navires de guerre à vapeur, à l'instar de l'éperon des galères antiques, elle revient au capitaine de vaisseau Labrousse. L'idée est reprise dans le supplément de 1847 donné à la Tactique Navale de 1832 et le choc comme méthode de combat pour couler un navire est officialisé, mais de manière marginale, lorsque les conditions le permettent, dans la tactique navale de 1857. Cependant, aucun navire ni de la marine britannique ni de la marine française n'est doté d'éperon et c'est aux États-Unis, pendant la guerre de Sécession qu'apparaissent les premiers navires béliers. Le choc revient alors au premier plan et, pour améliorer son pouvoir destructeur, l'éperon est l'outil désigné.

#### Utilisation
La mise en pratique de la théorie du combat par le choc ne sera pas fréquente.

##### La guerre de Sécession

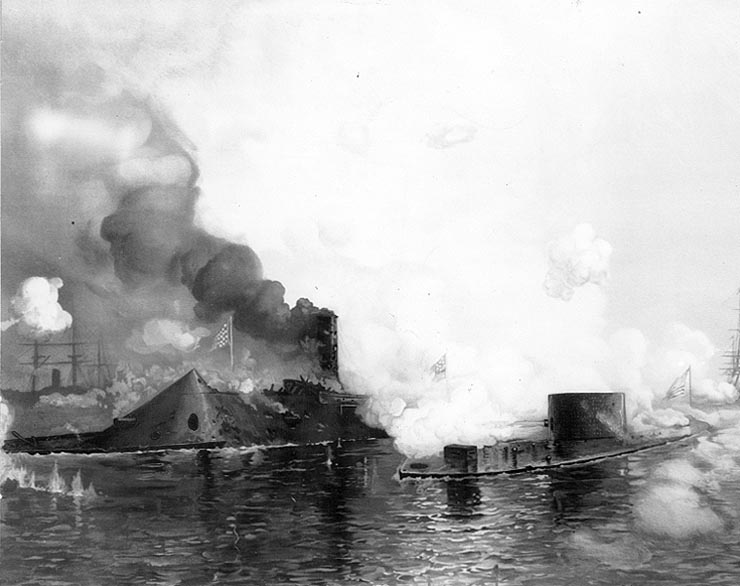
Hampton Roads, la bataille des deux cuirassés.

La bataille de Hampton Roads est une bataille de la guerre de Sécession. Elle oppose le CSS Virginia, navire cuirassé confédéré à des navires de l'Union.
Le CSS Virginia dispose d'un éperon en bec de perroquet. Il est à fleur d'eau et avance sur l'avant du navire. Il est utilisé contre le Cumberland, frégate en bois, non cuirassée. Il cause une brèche au Cumberland et celui-ci est coulé. L'éperon sera cassé.
Lors du combat contre le USS Monitor, le CSS Virginia n'aura plus d'éperon.
Le combat de Fort Pillow sur le Mississippi où s’opposèrent 8 navires fédéraux dont 7 canonnières cuirassés sans éperons à 8 canonnières confédérées, faiblement cuirassées dont 4 équipées d’éperons. Cette bataille donna lieu à une véritable mêlée à la suite de plusieurs tentatives d’éperonnage.

##### La bataille de Lissa

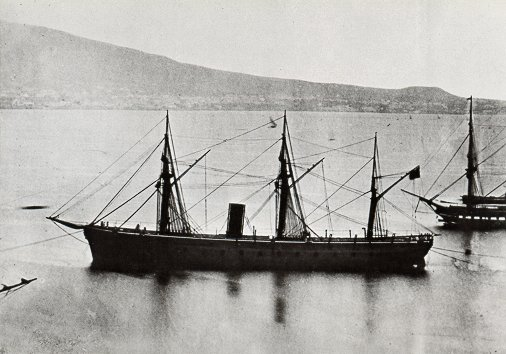
Le Ré d'Italia, qui fut éperonné et coulé par le Ferdinand Max

Cette bataille, au cours de laquelle le navire amiral autrichien éperonne et coule un cuirassé italien, sonne le départ de spéculations intenses sur la valeur du combat par le choc, jugé plus décisif que le combat par le feu entre navires cuirassés.
C'est à la suite de cette bataille que toutes les grandes marines vont se lancer dans la construction de navires portant des éperons, et dans des réflexions théoriques sur le meilleur usage de cette arme.

##### Combat d'Iquique

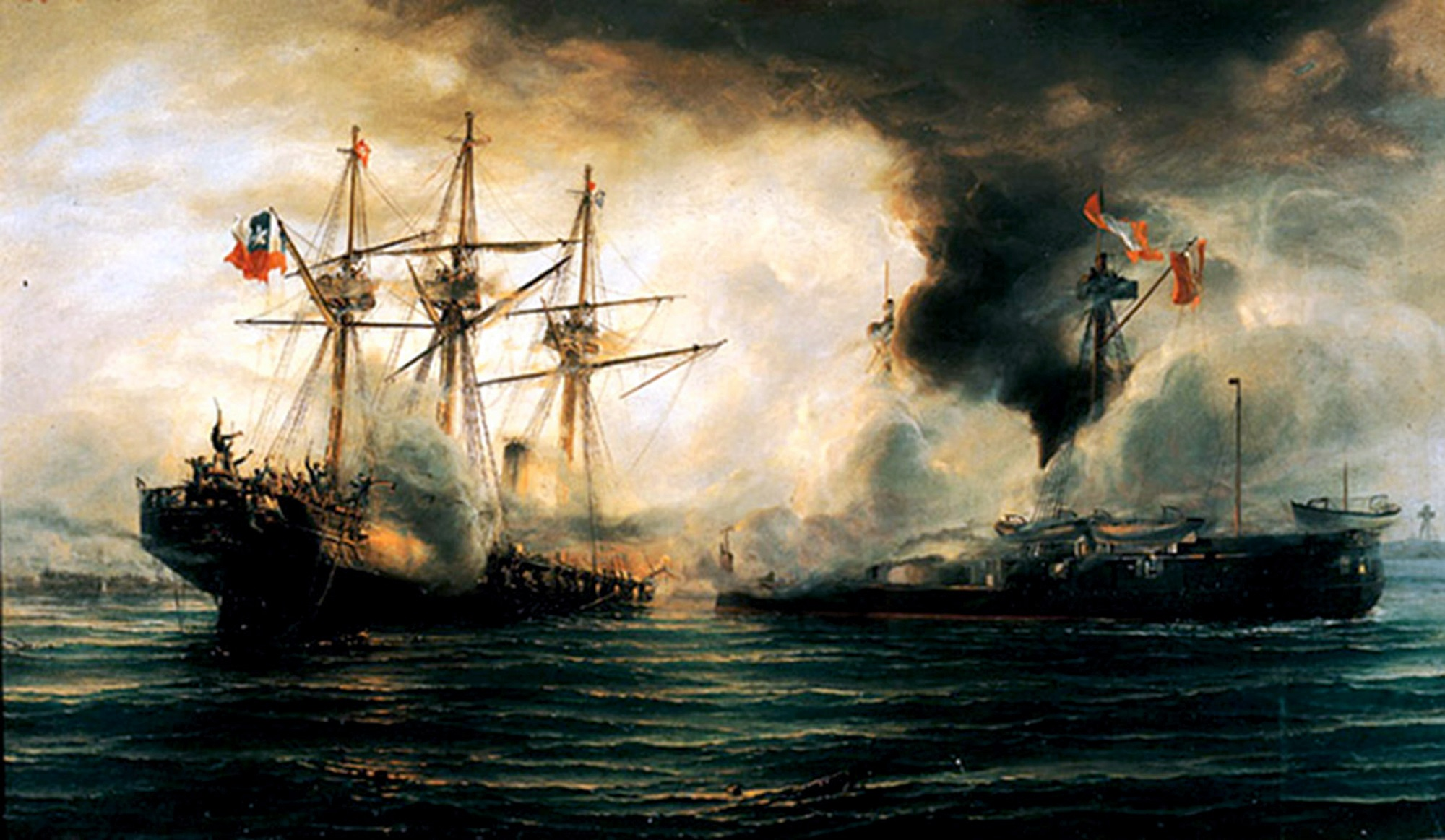
Combat naval d'Iquique

En 1879, le Pérou et le Chili s'affrontent. Le 21 mai, la frégate cuirassée péruvienne Huascar, construite en 1865 en Grande-Bretagne, et armée d'un éperon, coule la vieille corvette chilienne Esmeralda de trois coups d'éperon. La corvette combat d'abord à l'ancre, dans un duel d'artillerie peu efficace, mais c'est quand elle tente de manœuvrer, malgré une machine à vapeur déficiente, que la frégate ennemie la coule.

##### Accidents
Si les combats où l'éperon fut utilisé sont très peu nombreux, les accidents causés par cette arme furent moins rares. Le plus célèbre survient le 22 juin 1893, en Méditerranée, au cours d'une évolution d'escadre, le HMS Camperdown éperonne et envoie par le fond le HMS Victoria et son amiral, sir George Tryon. Mais les autres marines ne sont pas en reste. Ainsi, le cuirassé Amiral Lazarev et la frégate russe Oleg se coulent mutuellement; en France, c'est l'aviso Forfait qui coule après un coup d'éperon. En Allemagne, c'est le Grosse Kurfürst qui connaît la même fin.

## La fin d'une mode
La guerre russo-japonaise va sonner le glas du combat par le choc. Ce conflit opposa la Russie et le Japon pour la domination en Asie. La flotte de Port-Arthur, après avoir été défaite, essaya de se replier sur Vladivostok. Elle fut interceptée par la flotte japonaise le 10 août 1904, durant la bataille de la mer Jaune. Lors de ces combats, le navire amiral russe, le Tsarévitch, est gravement atteint par plusieurs projectiles. L’amiral russe Wilhelm Withöft est aussi tué lors des bombardements. Le capitaine de vaisseau maintient son navire, mais quelques minutes plus tard, un autre obus toucha celui-ci et le mit en perdition. Les bateaux suivants se rendirent compte que le navire amiral n’était plus maître de sa manœuvre et essayèrent de le couvrir. Le Retvizan commençant à piquer du nez, il tenta donc un éperonnage qui fut la seule tentative de ce conflit. Son capitaine fut blessé au ventre et ordonna de faire demi-tour.
Les enseignements de cette guerre russo-japonaise montrent que l'éperon n'a pas servi, que les combats ont eu lieu à grande distance, que le canon peut, seul, emporter la décision. L'artillerie a fait suffisamment de progrès pour combattre efficacement la cuirasse.
D'autres armes apparaissent à cette époque. La torpille permet aussi d'attaquer à distance, rendant inutile l'espoir d'utiliser l'éperon.
À partir de 1905, les cuirassés ne reçoivent plus d’éperons. Le Danton est ainsi pour les Français le premier cuirassé mis en chantier sans éperon.
Toutefois, pendant les deux guerres mondiales des commandants audacieux ont tenté, parfois avec succès, d'éperonner des sous-marins. Si les navires ne sont plus équipés d'éperon, la tactique survit toujours.
Les Corvettes Flower Class (escorte standard des convois britanniques de la 2° GM)  étaient des extrapolations d'un navire de chasse à la baleine (le Southern Pride) destiné à la navigation en Antarctique elles étaient donc dotées d'une étrave très renforcée et en pente oblique (la disposition classique des Brise - glace) . Cette disposition avait été conservée pour pouvoir « achever » en tout dernier recours un sous-marin obligé de venir en surface à la suite d'un grenadage.
Les destroyers , plus rapides mais moins renforcés ont également eu recours à cette tactique : Le Destroyer HMS Vanoc donna  ainsi le coup de grâce au U100 commandé par Joachim Schepke (un des sous mariniers allemands les plus titrés ) . Schepke, qui était à son poste au sommet du kiosque, périt écrasé par l'étrave du Vanoc.

## Galerie d'images

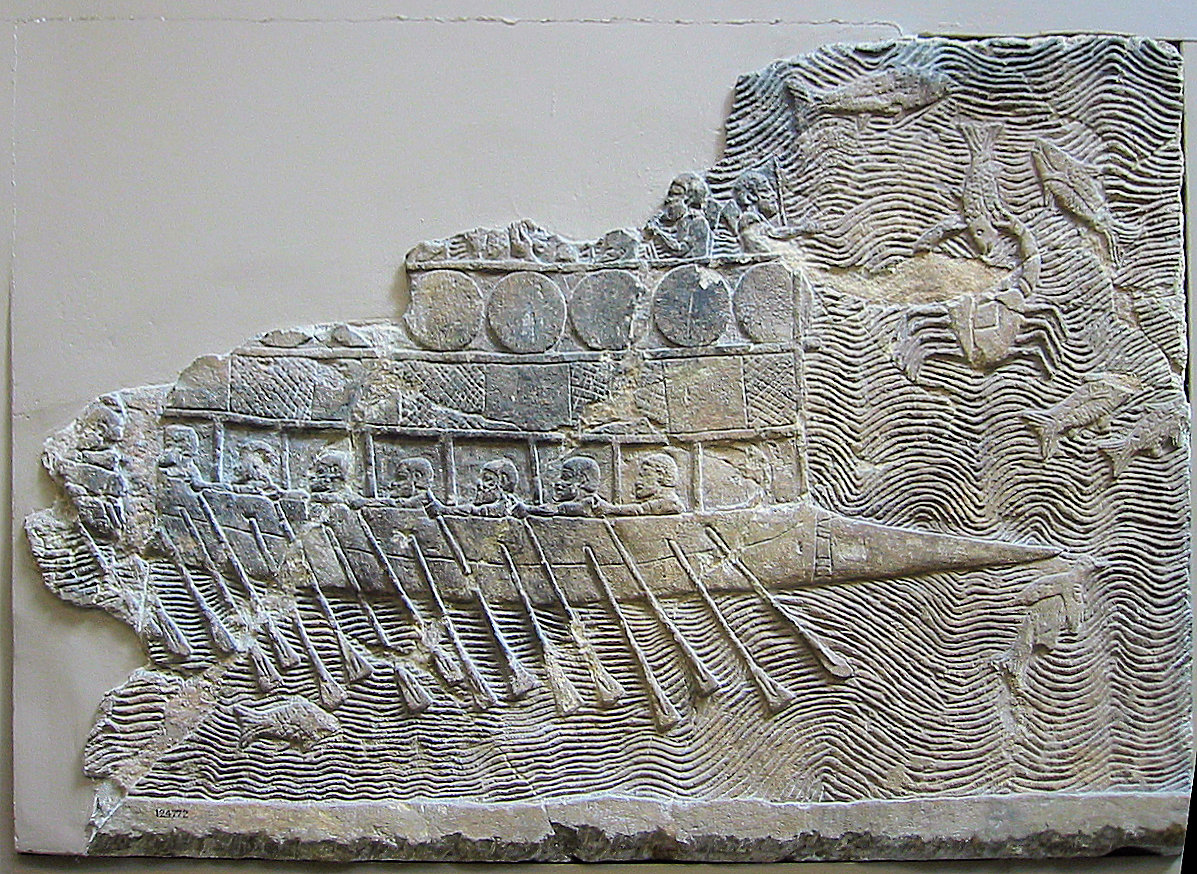
Ninive, navire de guerre assyrien, 700-692 av. J.-C.
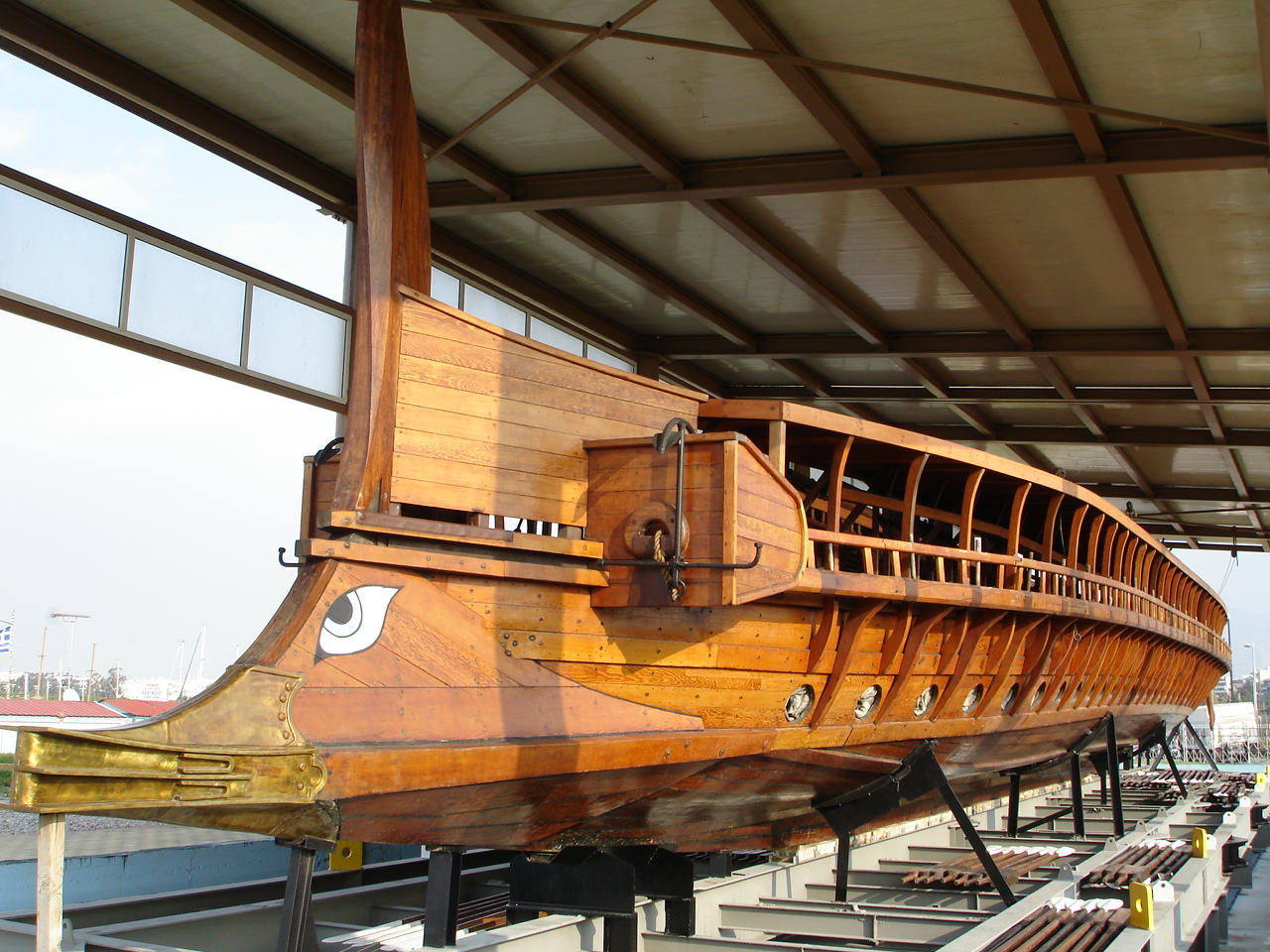
Vue du rostre de la trière Olympias
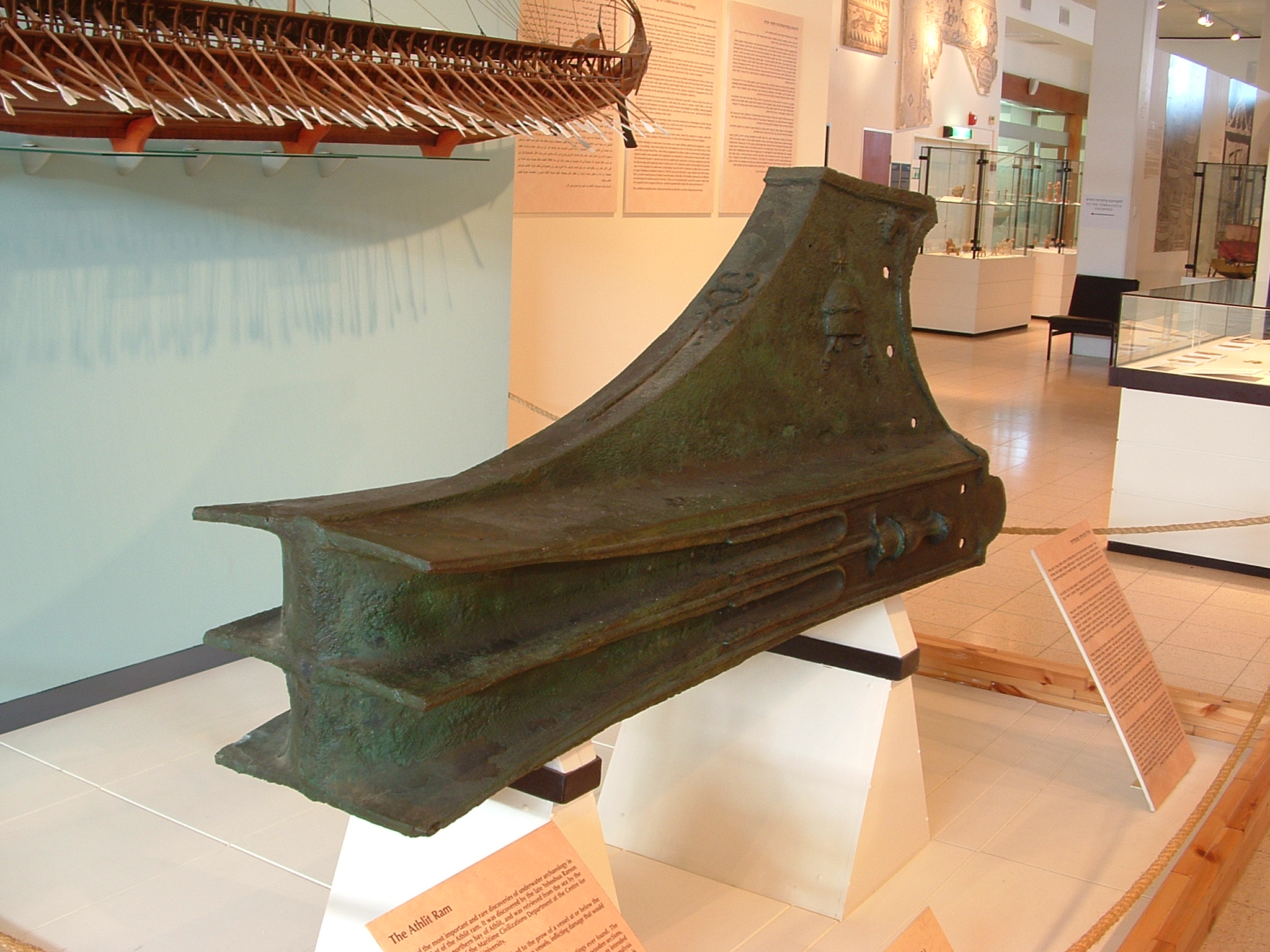
Éperon en bronze d'un navire grec  IIe siècle av. J.-C., trouvé au large d'Atlit en Israël
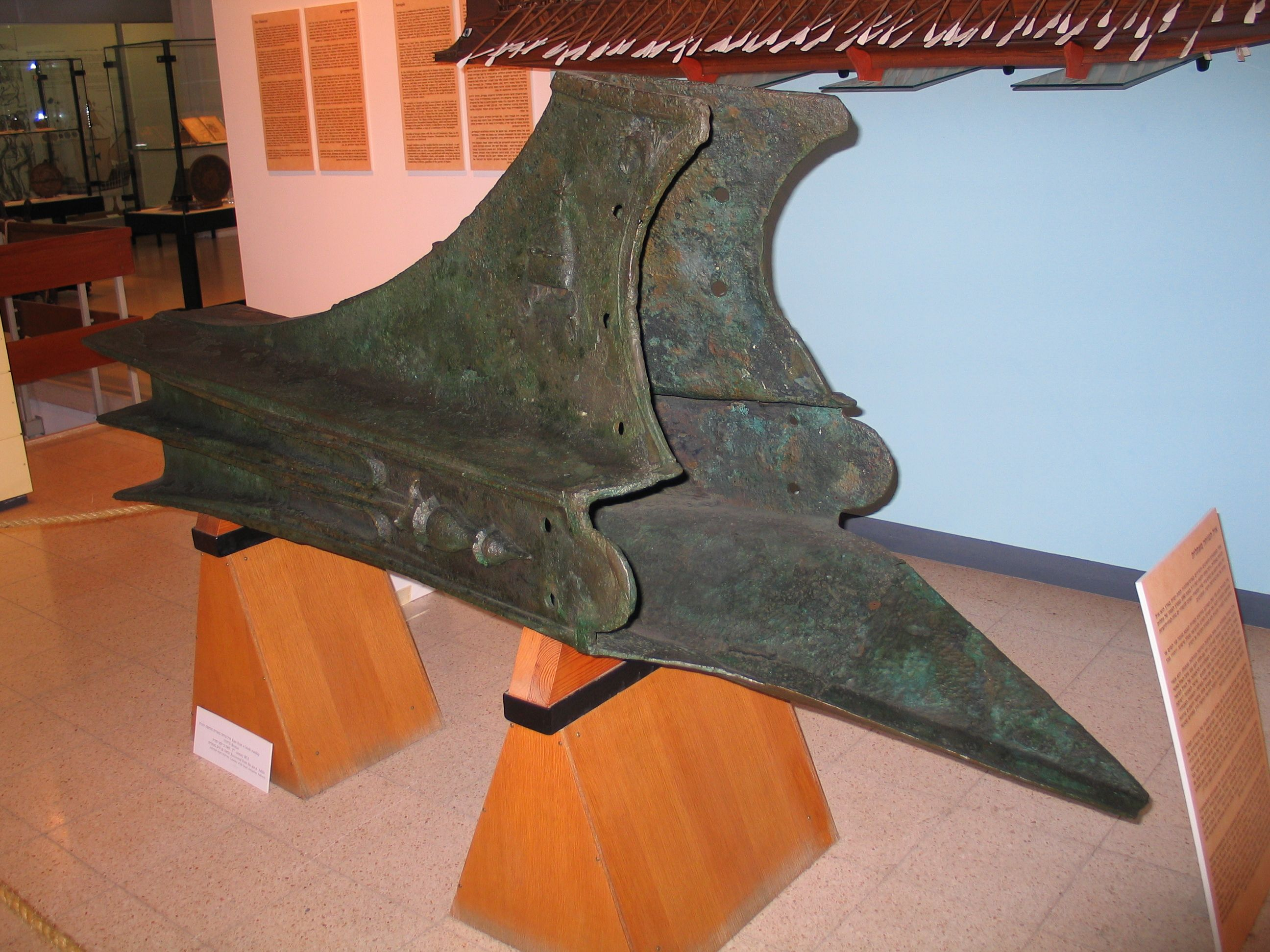
Éperon d'Atlit, vue arrière
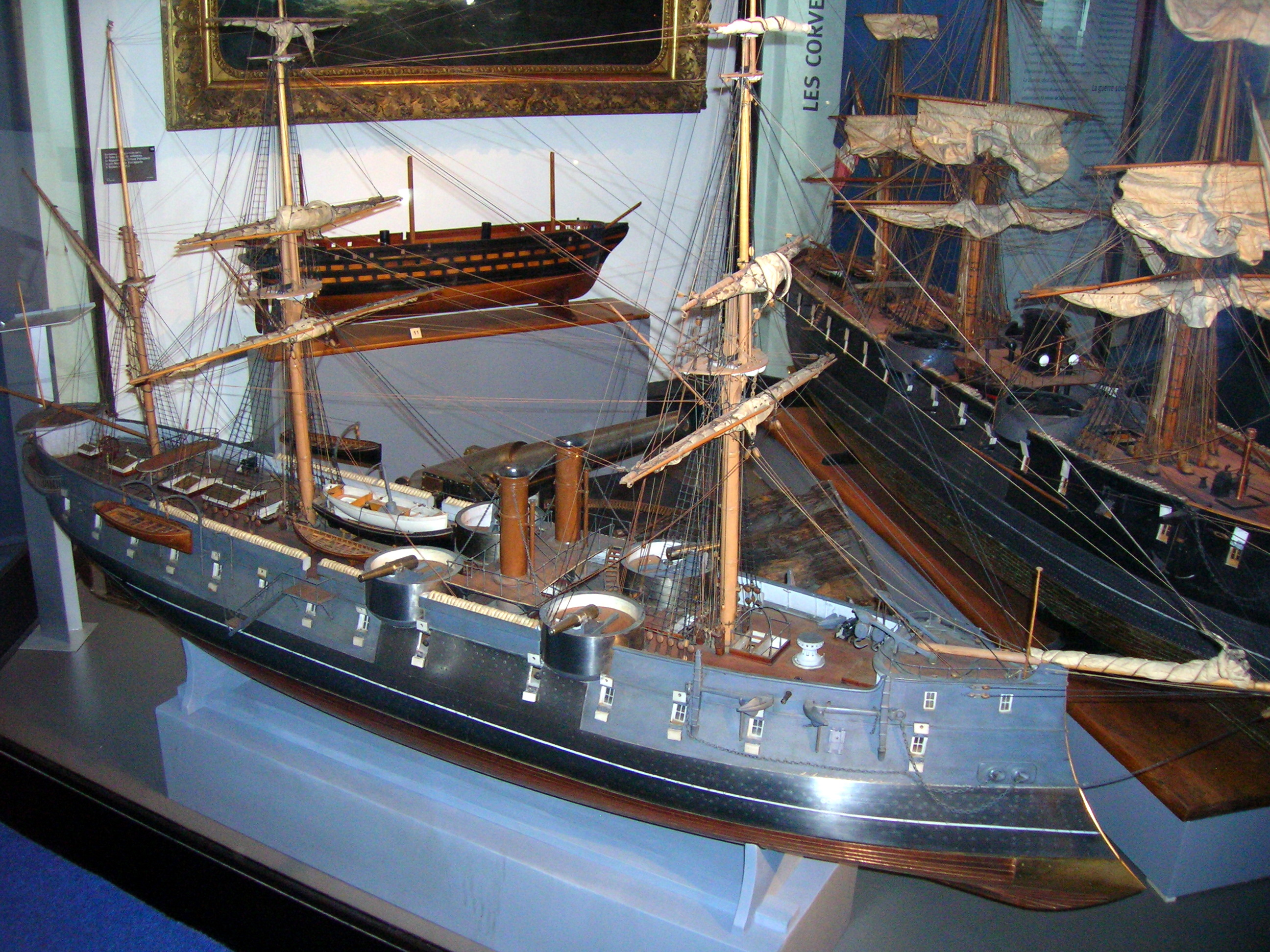
La Jeanne d'Arc
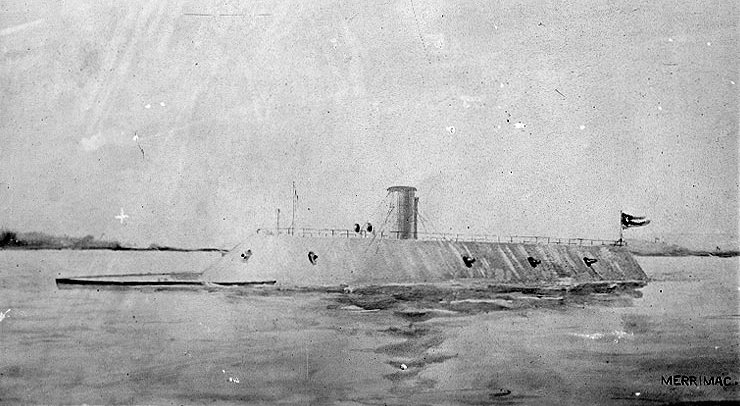
On distingue très bien l'éperon du CSS Virginia sur cette photo
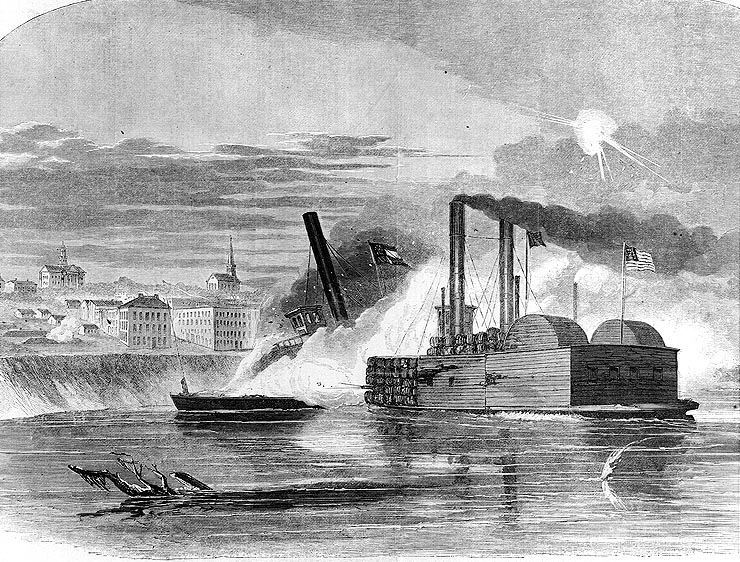
Sur le Mississippi (fleuve), USS Queen of the West éperonne le CSS Vicksburg devant Vicksburg (1863)
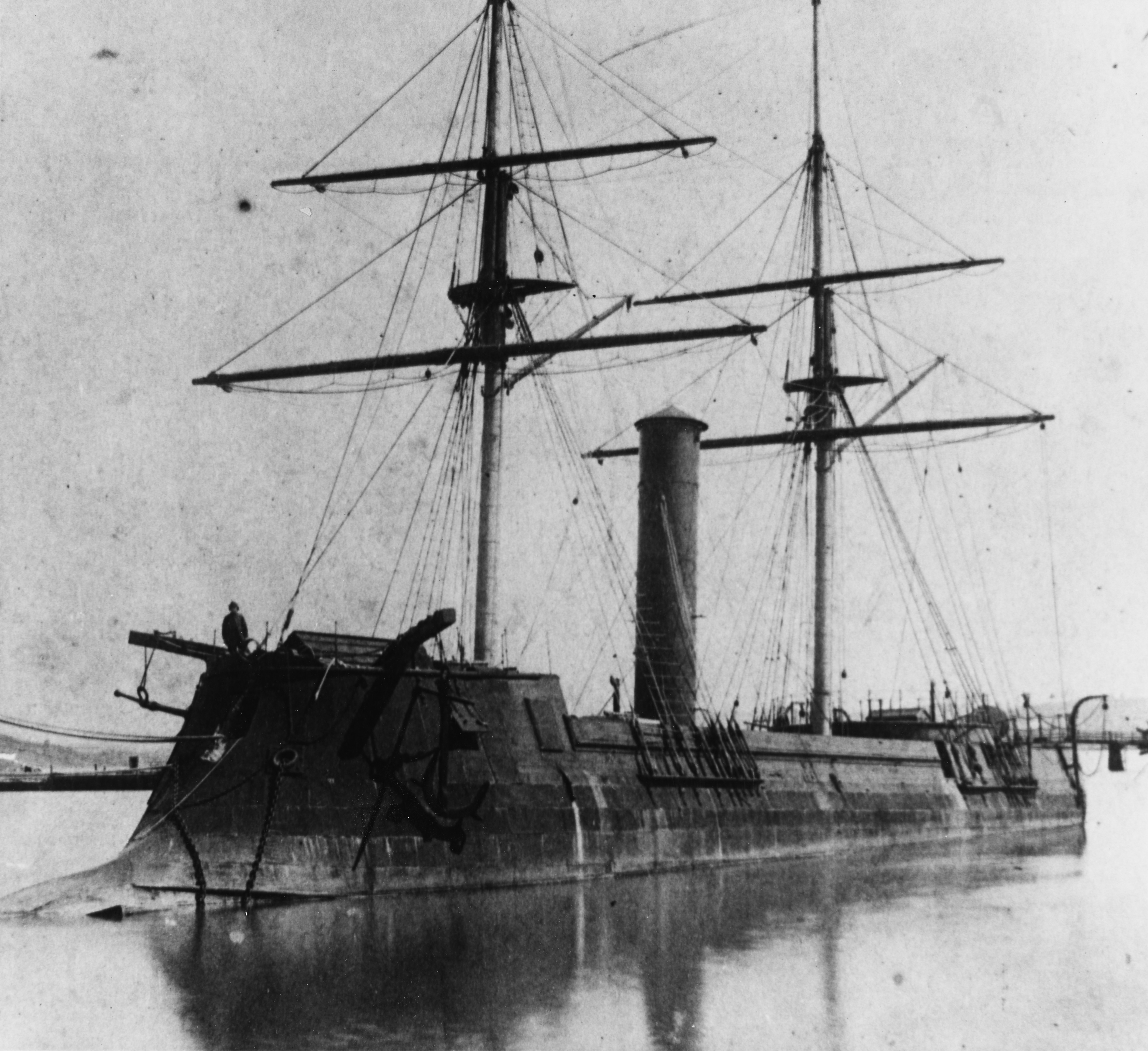
Le CSS Stonewall.